# 紀州大水害
紀州大水害（きしゅうだいすいがい）は、1953年（昭和28年）7月18日前後の集中豪雨に起因する水害である。和歌山県中部を中心として山崩れや崖崩れ、洪水が起こり、和歌山県史上最悪の気象災害となった。28年水害、7.18水害などともいう。

## 概要
1953年（昭和28年）7月17日から翌18日朝にかけて梅雨前線による豪雨（南紀豪雨）が和歌山県北部を襲い、和歌山県の山間部では24時間で500mm以上の雨量を記録した。これにより引き起こされた水害は、死者行方不明者計1015人、家屋全壊3209棟、家屋流出3986棟、崖崩れ4005か所など、被災者は26万2千人（これは当時の県民の1/4にあたる）にのぼるという和歌山県史上最悪の気象災害となった。
被害は和歌山県内の有田川、日高川、熊野川を中心に県内全域におよび、上流の山間部では各地で土砂崩れ、山津波を起こし、その下流平野部では大規模な河川の氾濫が起き、両方で大きな被害を出した。
特に日高川と有田川が被害甚大で、有田川上流の花園村（現在のかつらぎ町花園）では深層崩壊による大規模な地すべりにより中心集落が壊滅したという。また、日高川河口では上流から流された犠牲者の遺体が浜を埋め尽くしたという話も残っている。
前述の花園村では、大規模な深層崩壊によって有田川が堰き止められ天然ダム（金剛寺天然ダムなど最大15箇所）を形成した。この天然ダムは同年10月の台風13号で決壊し、溢れた水は復興に向かっていた下流地域で仮堤防を破壊して二次災害を起こした。
これだけ被害が出たのは、記録的な短時間豪雨だっただけではなく、戦中戦後で山林が荒廃し、河川防災も立ち遅れていたことも災いしたといわれている。
この災害の呼称は必ずしも確定しておらず、上掲の名の他に南紀豪雨（『日本の自然災害』p.201）、和歌山地方大水害（『日本の自然災害』p.490）、昭和二八年七・一八水害（『和歌山縣災害史』p.16）、一八水害（『和歌山縣災害史』p.136）などいくつかの呼称が見られる。和歌山県内では七・一八水害がほぼ定着している。なお、和歌山県花園村の災害については「有田川災害」と称されることもある。

## 気象の概況
時期的には梅雨の後半にあたり、集中豪雨が発生しやすい時期である。この年の7月14日に黄海上で発生した低気圧は西進して日本海に入り、これから南へ延びる閉塞前線が東海地方で寒冷前線および停滞前線につながり、さらに西に延びていた。この前線の活動によって各地で雷雨が発生、特に7月17日から18日にかけて紀伊半島の中部山岳地帯で集中豪雨となった。
この時の雨は高野山系から大峰山系にかけてに集中し、その間の龍神では450mmまでは観測したが、相当量があふれたと見られ、この地域が日高川、有田川の水源にあたり、おそらく500mmほどの雨が降ったと考えられる。後の聞き取り調査によると有田川源流域の花園村付近では17日の24 - 24時から18日の3 - 4時頃に最も強く降った。奈良県猿谷の自記雨量計で18日2時ころに時間雨量69.9mmとあるが、戸外のバケツが1時間でいっぱいになったとか、山の木の葉が雨に打たれて落ちたなどの目撃などから、最大で時間あたり100mmほどになったのではないかとも言われる。なお、この雨はきわめて局地的で、この間に和歌山市では132mm、潮岬で95mm、大阪ではほとんど降っていなかったという。
洪水の初期にすでに水は堤防を越えた。有田川では下流域の堤防が決壊したのが午前7-8時頃で、これによって流れの幅が500-1000mも広がったにもかかわらず、さらに水位が上がり、最高水位は午後4時頃に記録された。

## 経過
上記のように直接の原因である豪雨は17日の深夜から始まった。以下、和歌山県国家警察隊の記録を主に示してみる。
- 18日
  - 5時 - 大雨警報が発表される。
  - 6時 - 警察は各署に警報発表を連絡。この頃にはすでに上流域各地で被害が出始めている。6時30分までに橋本・有田・南部・御坊などで橋の流失や堤防決壊、家屋流出などの報告が入り始める。
  - 6時30分 - 御坊地区署以南の直通警電が不通となる。これに続いて8時30分頃までに山間部の各地と連絡が次第に取れなくなる。
  - 7時40分 - 宮原村で有田川氾濫の報告が入る。
  - 8時10分 - 日高川氾濫報告が入る。
  - 8時30分 - 国鉄紀勢線・私鉄有田・野上・御坊・南海高野の各鉄道すべて不通。
  - 8時35分 - 御坊署に臨時に設置した超短波の通信も途絶。
  - 9時 - 警察隊長から県知事へ災害状況連絡、災害対策本部の設置を要望。
  - 9時25分 - 災害救助法を発動、災害対策本部を設置。
  - 10時 - 警備船保安丸が漂流者の救出に出動。
  - 11時 - 県は災害対策に関する緊急部長会議を開く。
  - 12時30分 - 災害現地調査のために知事が有田方面へ出発。
  - 13時 - 大雨警報が解除される。
  - 16時 - 水害で孤立した者の救援のため、極東空軍に航空機の出動を要請。
  - 16時30分 - 御坊市にて日高川の堤防決壊、軒下まで浸水の報告あり。
  - 18時 - 御坊地区署から保安隊二個中隊、警官隊一個中隊の救援派遣の要請が出る。
  - 21時 - 伊丹から保安隊240名が到着。
  - 23時 - 大雨警報が再び発表される。
- 19日
  - 1時 - 本多御坊警察署長が避難場所の選定のため日高高等学校で談判、その最中に浸水が進んだため小舟で移動、以後行方不明となる。翌朝には無事に発見される。
  - 2時3分 - 内原村で次第に減水との報告が入る。
  - 8時30分 - 警察本部と野上署との警電復旧、これ以降各地との警電は次第に復旧する。ただし御坊との回線の復旧はこの日の23時45分までかかっている。
  - 15時 - 大雨警報が解除される。

20日には各地に救助の人員が入り、救援物資が届き始める。しかし、花園村の天然ダムの報告は21日の12時であった。また15時35分には御坊署から川上村で被害甚大・餓死寸前との報告が入っており、この日にやっと被害の連絡が山間奥地から届き始めた。

## 山間部の被害
豪雨が始まってから約二時間で河川の水位は上昇し始め、これによって河川沿いの集落では浸水や地盤ごと家屋が流出した例もあった。最高水位は午前中である。
山間部ではあちこちで斜面が崩れた。有田川沿いでは大規模なものが10か所、中程度のものが50か所、小さなものは数百か所にも上った。
これによって河川はあちこちでせき止められて天然ダムを造った。その最大規模のものは花園村新子・金剛寺部落付近にできたもので、高さが80m、幅250m、貯水池は平均幅300m、長さは5kmにも達し、貯水量は推定で3000万立方メートルにも達した。
また、こうして河川に流入した土砂と樹木は下流へと流され、下流での洪水被害を増大させることとなった。また、この多量の流入が河川の水位を急増させる効果を持ち、それが堤防の決壊を引き起こす原因のひとつとなった可能性も示唆されている。樹木は橋に引っかかって橋を壊す効果も持ち、また、橋に樹木が引っかかることで水の抵抗が増すために水位が上がり、そのやや上流で堤防が決壊する事例も多かった。

## 平野部の被害
下流域では豪雨が始まって数時間後に水位が上がり、各地で堤防が決壊、洪水となった。田畑の多くが冠水し、農業被害も大きかった。流入した泥や樹木も大きな被害の元となり、復興にも障害となった。

## 地域ごとの状況
大きな水害になったのは貴志川、有田川、日高川、熊野川である。

### 貴志川水系
本流の紀ノ川でもあちこちで洪水が発生する被害があったが、特に貴志川流域の被害は大きかった。水位は約6m上昇し、各地で洪水、家屋が流出するなどが起き、特に美里町の上神野、下神野、長谷毛原、国吉で被害が大きかった。貴志川町と桃山町では堤防が決壊して本流が移動したため、洗堀個所が1ヘクタールに達した。

### 有田川水系
上流域では山肌はあちこちで崩れ、有田川上流の伊都郡花園村では、高さ240m幅350mに渡って地滑りが起き、これによって約百戸の家屋が消えた。これはこの水害での斜面崩壊では最大規模のものである。このような流出土砂によって上述のように多数の天然ダムができた。徳田などの集落はその全部が流失、集落の多くが流失したところもいくつかあった。
北寺の地すべり地では、花園村役場と民家18戸を埋没させ96人を生き埋めにした。
有田川は増水が最も激しく、最大で10mの水位の上昇があった。殿原、宮原などの堤防が決壊し、保田、宮原、箕島などの地域が泥の海になった。金屋橋は午前7時に流失、それより下流の橋は一つを残して流失した。紀勢西線は宮原駅前後が2.7kmに渡って流失した。また宮原小学校、保田中学校は校舎全部が流失した。洪水の引いた跡には泥や樹木が取り残されたが、その厚みは1mにもなり、家屋がほぼ埋められる状況も見られた。

### 日高川水系
日高川の水位上昇は最大で7m、設置されていた橋は上流から下流までそのほとんどが流失した。
各地で堤防が決壊、下流域の御坊市周辺一帯はほとんど冠水し、水の引いた跡には泥と樹木が積み重なっていた。

### 熊野川水系
熊野川では本宮地域の被害が大きく、各地で山崩れが起きた。また林業被害が大きく、流失した木材は十二万石に及んだ。これらの木材はその後に一部が海岸に流れ着き、山をなすこともあった。

### それ以外の地域
有田から日高にかけての河川ではそれなりに水害が生じ、たとえば国道42号線では切目橋（切目川）と南部大橋（南部川）が流失している。ちなみに、参考文献にあげてある『目で見る100年』のシリーズは和歌山県を六地域に分けて出版されているが、和歌山市と田辺・西牟婁の巻はこの災害を取り上げていない。

### 被害
和歌山県内の被害は以下の通り。
- 死者・行方不明者 - 1015人
- 負傷者 - 5709人
- 家屋全壊 - 3209棟
- 家屋流出 - 3986棟
- 床上浸水 - 12734棟
- 床下浸水 - 15313棟
- 道路損壊 - 8102か所
- 橋梁流失・損壊 - 1293か所
- 山・崖崩れ - 4005か所
- 田畑流失・埋没 - 5929町歩
- 田畑冠水 - 7322町歩[8]

被害金額としては以下の数字がある。
- 耕地関係 - 51億円
- 土木関係 - 81億100万円
- 林業関係 - 31億2165万円
- 農業関係 - 79億7334万9千円
- 水産関係 - 6億3647万円
- 商工関係 - 63億7310万円
- 公共建物関係その他 - 16億7340万7千円
- 一般住宅 - 114億1201万2500円

計 - 444億1098万8500円

## その後
この雨はさらに2日間続いて収束した。平野部では洪水が引いた後、家屋や道路が泥や樹木などに埋まっており、それらの撤去が最初の作業となった。
山間地域では多くの橋や道路が壊れた。現在と異なり、通信手段や通信技術が未発達だった当時の山間部地域において、橋や道路の損壊は該当地域と外部との連絡手段を完全に喪失することを意味した。このために、奥地の集落の多くが連絡を失って孤立し、後の復興にも大きな影響を与えた。花園村では矢文が使われたこともあった。日高川上流でも、橋が流失し、対岸との連絡が取れず、3日目にお宮に保管してあった弓を使ってやりとりすることを思いつき、それでやっと連絡できるようになったという。したがって、当初は駐留軍の飛行機による物資の補給に頼らざるを得なかった。また各新聞社などのヘリコプターも活用された。23日には保安隊増援部隊が到着し、24日になってようやく陸路の連絡に見通しがついた。実際に連絡が取れるようになるのはさらに後のことで、当初は脚だけが頼りであった由。日高川では船着村までオート三輪が入れるようになったのがようやく30日になってである。それより奥は人間が荷を担いで運び、リレー式でより奥地へ運んだ。
政府は少し前に起きている九州水害を含め、このような大災害に見舞われた地域の復興の促進のためには災害対策特別措置法を提出し成立させた。この水害もその適用を受け、また災害救助法の適用によって仮設住宅や家屋復旧、生業資金貸し出しなどを受けられた。
なお、この年の9月25日には台風13号が四国沖から潮岬の東方30kmあまりを通過し、この地域は暴風雨に見舞われた。これによって復興のための応急工事はほとんどが破壊流失し、復興にさらに時間がかかることとなった。
この地域は有田みかんの産地であるが、1953年（昭和28年）の大洪水で水田からミカン畑への転換が進み、ミカン生産量がさらに増加する契機となった。

## 原因
この災害の原因は、当然ながらその集中豪雨にある。これは予想が甘かったと言うよりはこの時の降水量が激しすぎたと見る。矢野勝正（当時京都大学教授）は7月22日に他3名とこの地を踏査し、当初は水源地で400mmの降雨との情報からこのような大洪水になるような数字ではないと考えていたという。調査の結果、水源の山岳地では650mmにも達したのではないかと推定している。有田川ではそれ以前には推定される洪水の規模として2400立方メートル毎秒としていたのに対し、この時の水量は4800立方メートル毎秒と推定、日高川では同じく想定が4500立方メートル毎秒に対して6300立方メートル毎秒と推定し、いずれも記録破りの量で、堤防の決壊はやむを得ないと言っている。さらに、山間部での土砂崩れによる川のせき止め、あるいは流木が橋に引っかかってのせき止め、それらの崩壊によってその被害を大きいものにしたと指摘している。
他にも大きな災害となった理由がいくつかあげられている。
まず、豪雨以前に山が崩れやすくなっていたことである。この年の梅雨そのものも雨量が多く、たとえば龍神では6月から7月前半で800mmほどの降雨があり、雨の降らなかった日がその間に12日しかなかった。そのため、この集中豪雨の時には、山間部の土壌はすでに水を含んで飽和状態に近かったのではないかと言われる。
他に、崩れやすい地形に集落があったことなどがあげられている。

## 対策

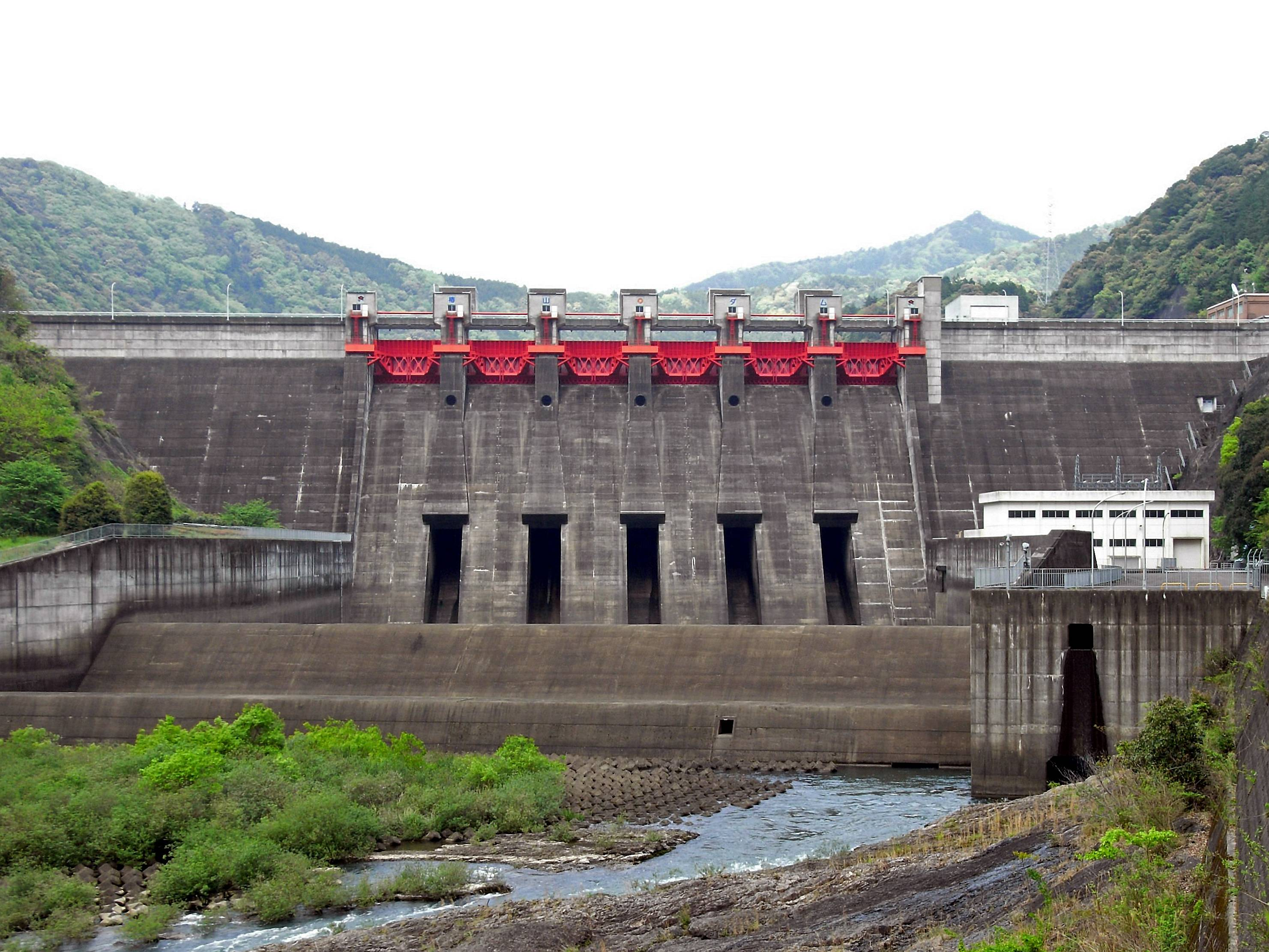
紀州大水害を契機に建設された椿山ダム（日高川）

紀州大水害の発生した1953年は、大水害が頻発した年でもあった。6月25日 - 6月28日には九州北部に壊滅的な被害をもたらした昭和28年西日本水害が発生し死者・行方不明者1,001名、8月14日 - 8月15日には「集中豪雨」の語源にもなった南山城豪雨が発生し死者105名、9月には淀川に過去最悪の洪水をもたらした台風13号が襲い死者・行方不明者478名と毎月のように日本各地で大水害が発生した。このため1953年の水害総被害額は約5,940億円となり、現在の貨幣価値に直すとおよそ3兆2,401億円という莫大な被害額となった。（ちなみに昭和28年度の一般会計予算は当時の額で1兆0172億円である）
カスリーン台風による利根川の大水害を皮切りに敗戦直後の日本を連年襲う水害は、敗戦で疲弊した日本経済の復興に対する大きな障害であった。これを懸念した内閣経済安定本部は、諮問機関である治水調査会に諮り、根本的な治水対策を検討する。具体的には物部長穂が戦前提唱した、河川総合開発事業による水系一貫の治水計画の採用である。
堤防の整備や河道の拡張、植林の促進による森林保水力整備に加えてダムによる洪水調節を行うことで、治水安全度の向上に加え当時課題となっていた食糧増産対策としての灌漑、電力不足解消としての水力発電開発を同時に実施することで戦後日本の早急な経済復興を目指した。模範となったのがアメリカ合衆国のテネシー川流域開発公社(TVA)であり、当時日本を占領していた連合国軍最高司令官総司令部(GHQ)民政部の官僚がニューディーラーであったことも、ダムを中心とした河川開発を推進する要因になった。
紀州大水害で大きな被害をもたらした河川では紀の川、古座川、日高川、有田川、広川でダムによる治水対策が図られた。まず古座川本流に1956年（昭和31年）多目的ダムである七川ダムが建設され、続いて有田川本流に1966年（昭和41年）二川ダムが建設された。さらに広川では治水ダムとして広川ダムが1974年（昭和49年）に完成。そして日高川本流には和歌山県下最大級の多目的ダムである椿山ダムが1988年（昭和63年）、長年の反対運動を経て完成する。古座川、日高川、有田川、広川は1964年（昭和39年）の河川法改訂に伴い二級河川の指定を受け、以降は和歌山県が河川管理者として河川改修を実施している。現在は切目川に切目川ダムが建設されている。2009年（平成21年）民主党政権によって一旦は事業見直し対象のダムに指定されたが、和歌山県は引き続き建設する姿勢を崩さなかった。そして、民主党下野後の2015年（平成27年）に切目川ダムは完成した。
一方一級河川に指定された紀の川と熊野川であるが、吉野熊野特定地域総合開発計画によって灌漑と水力発電を中心とした総合開発事業が行われており、治水については堤防整備を中心とした改修が行われた。しかし伊勢湾台風による紀の川の水害を機にダムによる洪水調節が求められ、大滝ダムが紀の川本流に建設された。貴志川はダムの建設はされず堤防改修が主体で実施され、紀伊丹生川では建設が予定されていた紀伊丹生川ダムが中止となった。熊野川水系には治水を目的としたダムは建設されていないが、熊野川本流の風屋ダムと二津野ダム、支流北山川の池原ダムについては1966年の建設省河川局長通達・建河発第一七八号によって第一類ダムに指定され、治水の目的は持たないが洪水調節の責務を負うことが規定された。建設されたダムの洪水調節容量は何れも紀州大水害における洪水を基準にしており、ダムを中心にした河川改修によって紀州大水害以降、多くの死者を出す洪水は発生していないがダム建設に伴う水没地域との軋轢や、漁業資源に対する影響が課題となっている。